# The World of Skin
Skin / The World of Skin – poboczny projekt muzyczny Michaela Giry i Jarboe, liderów amerykańskiej grupy Swans, istniejący w latach 1986–1990.

## Historia zespołu
Początkowo projekt działał jako Skin. Pod tym szyldem Michael Gira i Jarboe wzięli udział w sesji nagraniowej pod koniec 1986. Efektem pracy były dwa albumy: Blood, Women, Roses oraz Shame, Humility, Revenge. Wydawnictwa ukazały się w następnych latach na rynku europejskim, w USA wydano natomiast jednopłytową kompilację, już pod nową nazwą The World of Skin.
Pod względem stylu materiał odbiegał od wcześniejszych płyt macierzystego zespołu, wywarł jednak wpływ na kierunek dalszej twórczości Swans i brzmienie albumu Children of God (nagranego kilka miesięcy później). Muzykę Skin / The World of Skin, stanowiącą zbiór mrocznych, surowych i ascetycznych utworów, porównywano do dokonań Dead Can Dance oraz innych zespołów skupionych wokół wytwórni 4AD.
W 1990 duet ponownie wszedł do studia, by zarejestrować następną płytę pod szyldem The World of Skin: Ten Songs for Another World. Muzycznie bardziej rozbudowana, znacznie różniła się od poprzedników, będąc raczej nawiązaniem do albumu Swans The Burning World i wstępem do kolejnych krążków zespołu: White Light from the Mouth of Infinity oraz Love of Life.
Po trzecim wydawnictwie Michael Gira i Jarboe zakończyli działalność The World of Skin. Część utworów zawieszonego projektu („Still a Child”, „Blood on Your Hands”, „One Small Sacrifice”, „Black Eyed Dog”) weszła jednak do repertuaru koncertowego Swans.

## Członkowie
- Michael Gira
- Jarboe

## Dyskografia
Albumy:
- Blood, Women, Roses (1987)
- Shame, Humility, Revenge (1988)
- Ten Songs for Another World (1990)

Single:
- One Thousand Years (1987)
- Girl: Come Out (1987)

Kompilacje:
- The World of Skin (1988)
- Various Failures (1999)

Reedycje:
- Children of God / World of Skin (1997)
- White Light from the Mouth of Infinity / Love of Life (Deluxe Edition) (2015)